# Glenognatha
Glenognatha is een geslacht van spinnen uit de  familie van de Tetragnathidae (Strekspinnen).

## Soorten
- Glenognatha argenteoguttata (Berland, 1935)
- Glenognatha australis (Keyserling, 1883)
- Glenognatha caporiaccoi Platnick, 1993
- Glenognatha centralis Chamberlin, 1925
- Glenognatha chamberlini (Berland, 1942)
- Glenognatha emertoni Simon, 1887
- Glenognatha foxi (McCook, 1894)
- Glenognatha gaujoni Simon, 1895
- Glenognatha globosa (Petrunkevitch, 1925)
- Glenognatha gloriae (Petrunkevitch, 1930)
- Glenognatha heleios Hormiga, 1990
- Glenognatha hirsutissima (Berland, 1935)
- Glenognatha iviei Levi, 1980
- Glenognatha lacteovittata (Mello-Leitão, 1944)
- Glenognatha maelfaiti Baert, 1987
- Glenognatha minuta Banks, 1898
- Glenognatha mira Bryant, 1945
- Glenognatha nigromaculata (Berland, 1933)
- Glenognatha phalangiops (Berland, 1942)
- Glenognatha smilodon Bosmans & Bosselaers, 1994
- Glenognatha spherella Chamberlin & Ivie, 1936